# Het Witte Album
Het Witte Album is het derde album uit de stripreeks Orphanimo!!. Het album verscheen op 10 december 2003

## Verhaal
Het verhaal begint op het moment dat Alice aan het ontbijt wil beginnen, maar dan herinnert ze zich terug dat de elektrische leidingen doorgesneden waren. Bruno wekt de kinderen en als ze de keuken binnenkomen, zien we dat Alice kaal is.
Alice beslist om de kinderen ondanks de problemen wel naar school te sturen. Dit om duidelijk te maken dat ze zich niet zullen laten tegenhouden door hun slechte positie. Vallalkozo belt met Roger, maar die is gek geworden. Op het moment dat Hanz advies wil geven aan Vallalkozo, loopt de koffiekerel (Paul) voorbij en deze heeft betere ideeën. Paul wordt de nieuwe persoonlijk assistent (voorlopig nog stagiair).
Alice merkt dat haar vroegere buurman, Don Van Vliet, haar 'Het witte album' van 'The Beatles' nog heeft, ze kreeg dit van Jimjim en is er dus erg aan gehecht. Op school moeten de weeskinderen een tekening maken van hun huis. Omdat de meester (Bokkensik) hen niet gelooft moeten ze honderdmaal 'Ik zal de meester niets meer wijsmaken' schrijven. Ze besluiten dat ze hun probleem (de kluit) ook op tv moeten brengen. Het blijkt dat Jayjay de stofzuiger van een poetsvrouw heeft gemaakt. Alice belt Vallalkozo op om het adres van de Van Vliets te weten te komen. Ze vertelt ook dat Don haar originele persing van het witte album van 'The Beatles' heeft.
Vallalkozo komt te weten dat ze niet weet hoe hij eruitziet. Bruno ontdekt een geheime kelder, en aangrenzend een tunnel. Hieruit blijkt dat er 1 valse rioolbuis is. Bruno vindt ook nog een dagboek van Archibald Rosebud en ontdekt een stopcontact in de tunnel. De wezen besluiten vanaf nu elke nacht de wacht te houden in de boomhut. Paul belt Don om het witte album terug te krijgen, maar Don hangt op. Omdat Paul als eerste een ander 'het witte album' kan vinden, wordt Hanz ontslagen. Hij krijgt een woning naast de Van Vliets, en merkt dat er op de achterkant van Alice's 'witte album' nog een tekst van Jimjim staat. 's Nachts breekt hij in maar de hond valt hem aan. 's Morgens zetten Jayjay en Sharp wielen onder de slee zodat ze veilig over de besneeuwde pijp kunnen gaan. Vallalkozo belt Alice en maakt haar wijs dat Don haar lp's heeft verkocht. Paul gaat als vertegenwoordiger van Koopjesmagazine naar Alice en ze plaatst een advertentie om 'het witte album' te kopen. Als de kinderen terug van school komen, zegt de buschauffeur dat hij ze niet meer aan de put komt halen, maar aan de brug zodat ze een half uur moeten lopen naar de bus.
Vallalkozo belt Alice en maakt haar wijs dat hij de lp van Don heeft gekocht en maakt een afspraak met haar in 'De Rode Poon'. Sharp en Jayjay zetten planken in plaats van wielen onder de Chevy zodat hij als slee kan dienen. Ondertussen heeft Bruno kerstlichtjes aangesloten op het stopcontact in de tunnel. Net als Alice vertrokken is, komt Don met de platen die hij geleend had van Alice. De kinderen ruiken onraad en zien hoe Vallalkozo ook net vertrekt. De kinderen nemen de slee (Chevy) en laten zich vallen op de bodem van de put. Voortgeduwd door de metro bereiken ze een station in de buurt van het restaurant. Omdat de tekst van Jimjim niet op de lp staat, omdat Vallalkozo sigaren rookt en omdat hij kwaad wordt op een butler herkent Alice Vallalkozo.
Net op het moment dat ze kwaad het restaurant uitbeent, komen de wezen met de slee. Alice kruipt in de auto en Don geeft haar de lp. Hanz neemt die echter uit Alice's handen en geeft ze aan Vallalkozo. Deze leest de opmerking van Jimjim en geeft ze terug. Als Andrea voorbijkomt maakt Vic zich vast aan haar en slikt het sleuteltje in. Paul wordt ontslagen. Bruno duwt met een V-security wagen de slee vooruit terug naar het weeshuis, gevolgd door meerdere politiewagens, V-security wagens en helikopters van de tv. Als ze aankomen, blijven de helikopters filmen en ziet de wereld hun kluit.